# Off the Bone
Albums de The Cramps
Smell of Female
(1983) A Date with Elvis
(1986)
…Off the Bone est le premier best of du groupe américain The Cramps. Il rassemble des extraits de leurs trois premiers albums ainsi que de nombreux inédits.
| Albums                   | Pistes                |
| ------------------------ | --------------------- |
| Gravest Hits             | 1 à 5                 |
| Songs the Lord Taught Us | 6 et 7                |
| Psychedelic Jungle       | 11 et 13              |
| Titres Inédits           | 8 à 10, 12 et 14 à 16 |

## Titres
| No  | Titre                   | Durée |
| --- | ----------------------- | ----- |
| 1.  | Human Fly               |       |
| 2.  | The Way I Walk          |       |
| 3.  | Domino                  |       |
| 4.  | Surfin' Bird            |       |
| 5.  | Lonesome Town           |       |
| 6.  | Garbage Man             |       |
| 7.  | Fever                   |       |
| 8.  | Drug Train              |       |
| 9.  | Love Me                 |       |
| 10. | I Can't Hardly Stand It |       |
| 11. | Goo Goo Muck            |       |
| 12. | She Said                |       |
| 13. | The Crusher             |       |
| 14. | Save It                 |       |
| 15. | New Kind of Kick        |       |
| 16. | Uranium Rock            |       |